# Trainspotting (filme)
Trainspotting (Brasil: Trainspotting - Sem Limites / Portugal: Trainspotting) é um filme britânico de 1996, do gênero drama, dirigido por Danny Boyle e com roteiro baseado no livro homônimo de Irvine Welsh.

## Sinopse
O filme conta as histórias de viciados em heroína que vivem num subúrbio de Edimburgo, Escócia, narradas do ponto de vista de um deles, Renton.
Ele próprio resolve interromper o vício mas sempre acaba retornando, Spud tenta arrumar emprego mas não consegue, e Sick Boy é um especialista em filmes de James Bond. Além deles, também integram o mesmo grupo, mas não são viciados, Tommy, que acaba finalmente seguindo o mesmo caminho dos amigos, e Begbie, intempestivo e violento.

## Elenco
- Ewan McGregor — Renton
- Ewen Bremner — Spud
- Jonny Lee Miller — Sick Boy
- Kevin McKidd — Tommy
- Robert Carlyle — Begbie
- Kelly Macdonald — Diane
- Peter Mullan — Swanney "Madre superiora"
- James Cosmo — pai de Renton
- Eileen Nicholas — mãe de Renton
- Susan Vidler — Allison
- Pauline Lynch — Lizzy, namorada de Tommy
- Shirley Henderson — Gail, namorada de Spud
- Stuart McQuarrie — Gavin/turista estadunidense
- Irvine Welsh — Mikey Forrester
- Dale Winton — apresentador do game show

## Produção
Filmado com locações em Glasgow, Edinburgo e Londres. Irvine Welsh, autor do livro que deu origem ao filme, atuou no papel de Mikey Forrester.

## Crítica
O filme causou polêmica em alguns países, incluindo no Reino Unido e Estados Unidos, devido às alegações de que ele promovia o uso de drogas. O senador estadunidense Bob Dole o criticou duramente durante a campanha eleitoral para a presidência de 1996, apesar de ter admitido que de fato não chegou a assistir ao filme.[carece de fontes?]
Retratando o movimento clubber no Reino Unido, foi considerado pelo The New York Times em 2004 como um dos 1000 melhores filmes já produzidos.

## Trilha sonora
A trilha sonora foi lançada pela gravadora EMI Records. Integra a lista elaborada pela revista Rolling Stone das vinte e cinco melhores trilhas sonoras de todos os tempos.
| N.º | Título               | Artista          | Duração |  |
| 1.  | "Lust for Life"      | Iggy Pop         | 05:11   |  |
| 2.  | "Deep Blue Day"      | Brian Eno        | 03:56   |  |
| 3.  | "Trainspotting"      | Primal Scream    | 10:33   |  |
| 4.  | "Atomic"             | Sleeper          | 05:08   |  |
| 5.  | "Temptation"         | New Order        | 06:59   |  |
| 6.  | "Nightclubbing"      | Iggy Pop         | 04:12   |  |
| 7.  | "Sing"               | Blur             | 06:00   |  |
| 8.  | "Perfect Day"        | Lou Reed         | 03:43   |  |
| 9.  | "Mile End"           | Pulp             | 04:30   |  |
| 10. | "For What You Dream" | Bedrock, com KYO | 06:24   |  |
| 11. | "2:1"                | Elastica         | 02:32   |  |
| 12. | "A Final Hit"        | Leftfield        | 03:15   |  |
| 13. | "Born Slippy"        | Underworld       | 09:43   |  |
| 14. | "Closet Romantic"    | Damon Albarn     | 03:08   |  |

## Principais prêmios e indicações
Oscar 1997
- Indicado na categoria de melhor roteiro adaptado.

British Academy of Film and Television Arts 1996
- Venceu na categoria de melhor roteiro adaptado.
- Indicado nas categorias de melhor filme britânico (Prêmio Alexander Korda).

Prêmio Bodil 1997
- Venceu na categoria de melhor filme não-americano.

Brit Awards 1997
- Venceu na categoria de melhor trilha sonora.

Independent Spirit Awards 1997
- Indicado na categoria de melhor filme estrangeiro.